# 北斗郵便局
北斗郵便局（ほくとゆうびんきょく）は北海道北斗市にある郵便局である。民営化以前の分類では集配普通郵便局であった。

## 概要
住所：〒049-0199 北海道北斗市飯生2-11-1
民営化直前の、集配業務再編において、多くの集配普通郵便局は統括センターとなったが、当局は配達センターとされたため、民営化後も郵便事業株式会社の支店は併設されず、集配センターが併設された。

## 沿革
- 1872年11月1日（明治5年10月1日） - 有川（ありかわ）郵便取扱所として開設[1]。
- 1875年（明治8年）1月1日 - 有川郵便局（五等）となる。
- 1881年（明治14年）7月8日 - 上磯（かみいそ）郵便局に改称。
- 1891年（明治24年）1月16日 - 為替・貯金取扱を開始。
- 1895年（明治28年）2月1日 - 上磯郵便電信局となる。
- 1903年（明治36年）4月1日 - 通信官署官制の施行に伴い上磯郵便局となる。
- 1967年（昭和42年）10月25日 - 千代田郵便局から和文電報配達事務の一部[2]を移管[3]。
- 1968年（昭和43年）10月12日 - 電話の加入および料金に関する簡易な事務を除く電話交換業務を、函館電報電話局に移管。
- 1977年（昭和52年）11月1日 - 七重浜郵便局から和文電報配達事務の一部[4]を移管。
- 1984年（昭和59年）7月23日 - 特定郵便局から普通郵便局に局種別改定[5]。
- 2000年（平成12年）8月14日 - 外国通貨の両替および旅行小切手の売買に関する業務取扱を開始。
- 2006年（平成18年）2月1日 - 北斗市の発足に伴い、北斗郵便局に改称[6]。
- 2006年（平成18年）10月10日 - 茂辺地郵便局（〒049-0299）から集配業務を移管。
- 2007年（平成19年）3月19日 - ゆうゆう窓口を廃止、配達センター局に移行。
- 2007年（平成19年）10月1日 - 民営化に伴い、併設された郵便事業函館支店北斗集配センターに一部業務を移管。
- 2012年（平成24年）10月1日 - 日本郵便株式会社の発足に伴い、郵便事業函館支店北斗集配センターを北斗郵便局に統合。
- 2016年（平成28年）4月1日 - 単独マネジメント局移行に伴い、函館中央郵便局の管轄から北斗郵便局の単独管轄に移行（ただし旧郵便事業支店のように「ゆうゆう窓口」は復活せず、再配達や集荷の依頼は引き続き函館中央郵便局経由となる）。

## 取扱内容
- 郵便、印紙、ゆうパック、内容証明
- 貯金、為替、振替、振込、国際送金、外貨両替・トラベラーズチェック、国債、投資信託
- 生命保険、バイク自賠責保険、自動車保険
- ゆうちょ銀行ATM
- 北斗市内の一部地域（旧・上磯町全域：〒049-01xx、-02xxの地域）の集配業務

## 周辺
- 北斗漁港
- 北斗市運動公園
- 北斗市役所
- 太平洋セメント上磯工場

## アクセス
- 道南いさりび鉄道道南いさりび鉄道線 上磯駅から徒歩約3分
- 函館バス 上磯駅前通停留所下車すぐ
- 函館江差自動車道（函館茂辺地道路） 北斗中央ICから南へ約2km
- 国道228号線
- 道道530号上磯停車場線
- 駐車場あり：5台